# Seabreeze-Klasse
Die Seabreeze-Klasse ist eine Klasse (Baureihe) von Errichterschiffen für den Bau von Windenergieanlagen in Offshore-Windparks. Die Klasse wurde im Auftrag des deutschen Energieversorgungsunternehmens RWE Innogy bzw. des RWE-Tochterunternehmens Offshore Logistics Company (OLC) zusammen mit Wärtsilä Ship Design und IMS entwickelt und gebaut. Bisher (Stand 2013) wurden zwei Schiffe der Klasse gebaut, nämlich die Friedrich Ernestine und die Victoria Mathias.

## Bau, Transport und Einbau der Hubbeine
Die beiden Schiffe der Seabreeze-Klasse wurden Ende 2009 von RWE bei der südkoreanischen Werft Daewoo Shipbuilding & Marine Engineering (DSME) in Auftrag gegeben. Die Kosten beliefen sich jeweils auf etwa 100 Millionen Euro.
Der Transport von der Bauwerft zur Lloyd Werft Bremerhaven erfolgte auf den Spezialschiffen Eagle und Falcon der Osloer Reederei Offshore Heavy Transport, 200 m lange und 42 m breite absenkbare sogenannte Heavylift-Carrier, die rund 32.000 t an Deck transportieren können.
Auf der Lloyd Werft wurde für den Einbau der rund 80 Meter langen Hubbeine eine Schwerlastplatte aus 1,40 m dickem Beton errichtet. Auf dieser Platte standen die zwei Mobilkräne mit rund 100 m hohen Auslegern, um die 650 t schweren Beine einzufädeln. Die Hubbeine sorgen auf See für einen sicheren Stand auf dem Meeresboden bei den notwendigen Operationen des 1000-Tonnen-Krans. Weiterhin wurden in Bremerhaven Restarbeiten durchgeführt, das hydraulische Jack-Up-System installiert und der Hydrohammer für die Ankerpfähle an Bord installiert.

## Technik

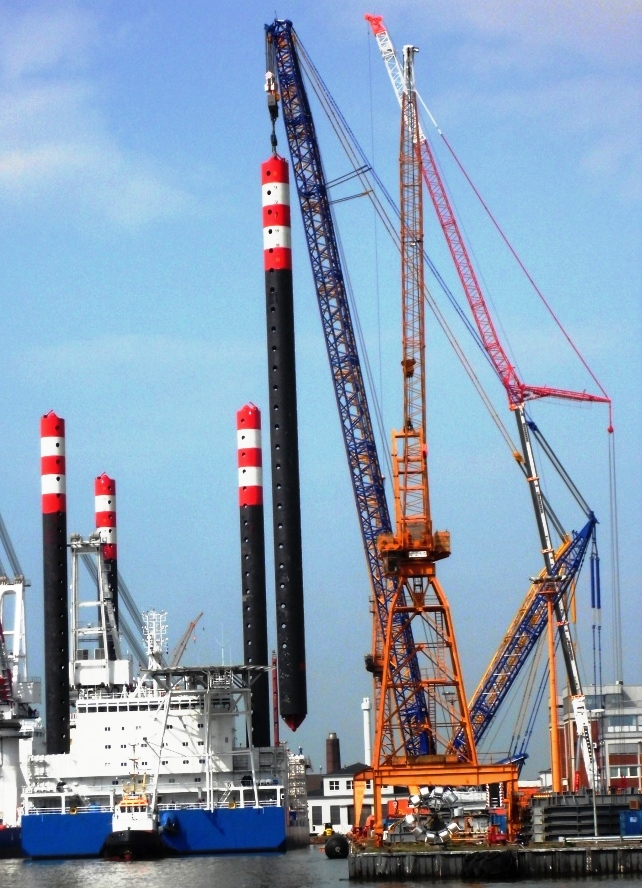
Lloyd-Werft in Bremerhaven, Einsetzen der Hubbeine bei den RWE-Errichterschiiffen

Die Seabreeze-Schiffe sind für ihre Arbeit mit vier hydraulisch betätigten Hubbeinen (engl. jack-up legs) mit einer Länge von jeweils 78 m ausgestattet. Hiermit können die Schiffe in einer Wassertiefe von bis zu 45 m bei einer Wellenhöhe von 2,5 m aufgestellt werden. Für den sicheren Stand kann an jedem Bein eine zusätzliche Fußaufweitung montiert werden.
Für die Fahrt zum Einsatzort und zum Manövrieren verfügen die Schiffe über einen eigenen Antrieb, es handelt sich also nicht um Hubplattformen/-inseln. Der Antrieb erfolgt dieselelektrisch. Die Propulsion erfolgt über sechs einschwenkbaren Strahlrudern mit einer Nennleistung von jeweils 1,6 Megawatt, die von jeweils einem ABB-Elektromotor angetrieben werden. Hiermit erreichen die Schiffe eine Reisegeschwindigkeit von bis zu 7,5 Knoten. Der Antrieb erlaubt GPS-unterstützt eine zentimetergenaue dynamische Positionierung.
Die Stromerzeugung erfolgt durch fünf Generatorsätze mit jeweils 2.600 kVA Scheinleistung sowie einem Generatorsatz mit 1.974 kVA Scheinleistung (zusammen also 14.974 kVA). Weiterhin wurde ein Notgenerator mit 438 kVA verbaut.
Mit einer Größe von rund 120 × 40 Metern und 11.730 BRZ gehören die Schiffe der Seabreeze-Klasse zu den großen Errichterschiffen. Dank des geräumigen Arbeitsdecks und der hohen maximalen Zuladung von 4.500 Tonnen (15 t/m² Decksfläche), sind die Schiffe als weltweit erste in der Lage, bis zu vier komplette Windenergieanlagen der Multi-Megawatt-Klasse (einschl. Fundamenten, Turm, Gondel und Flügeln) zum Aufstellungsort zu transportieren und dort aufzustellen.
Der Schwergut-Hauptkran erreicht eine Arbeitshöhe von 110 m über Deck und kann so die üblichen Nabenhöhen im Offshore-Bereich von circa 90–100 m bewältigen. Die maximale Hubkapazität beträgt 1.000 t bei einer Ausladung von 25 m, bei höherer Ausladung entsprechend weniger.
Für den An- und Abtransport von Personal und Kleinmaterial verfügen die Seabreeze-Schiffe über ein Helideck mit 17 m Durchmesser, geeignet für Transporthubschrauber üblicher Größe (Typ Agusta 139 o. ä.). Die Quartiere an Bord bieten Wohnraum für bis zu 60 Personen (Schiffsmannschaft plus WKA-Montagepersonal).

## Klassenschiffe
Beide Schiffe kamen zunächst unter deutscher Flagge in Fahrt. Sie sollten für fünf Jahre von der in Buxtehude ansässigen NSB Niederelbe Schiffahrtsgesellschaft bereedert werden.
| Bauname             | IMO-Nr. | Bau                                                     | Bau           | Bau                            | Verbleib                                    |
| Bauname             | IMO-Nr. | Bauwerft                                                | Stapellauf    | Taufe                          | Verbleib                                    |
| ------------------- | ------- | ------------------------------------------------------- | ------------- | ------------------------------ | ------------------------------------------- |
| Victoria Mathias    | 9578244 | Daewoo, Südkorea / Lloyd-Werft Bremerhaven, Deutschland | 17. März 2011 | 21. Mai 2012 in Bremerhaven    | 2015: MPI Enterprise, 2020: Wind Enterprise |
| Friedrich Ernestine | 9578256 | Daewoo, Südkorea / Lloyd-Werft Bremerhaven, Deutschland | April 2011    | 16. September 2011 in Südkorea | 2015: Torben, 2020: Guo Dian Tou 001        |

### Victoria Mathias

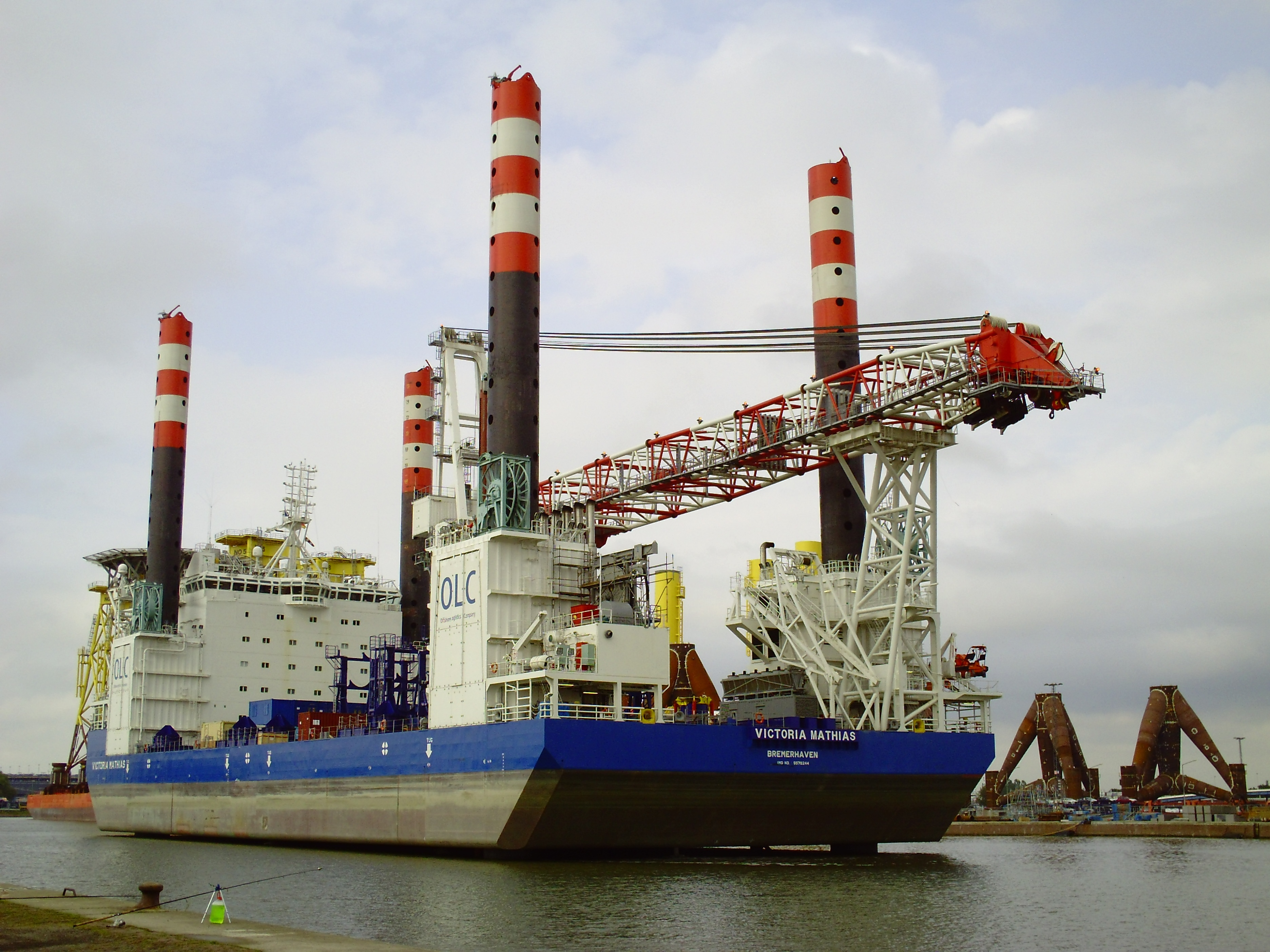
Victoria Mathias steht auf ihren Beinen im Hafen Bremerhaven (Juni 2012)

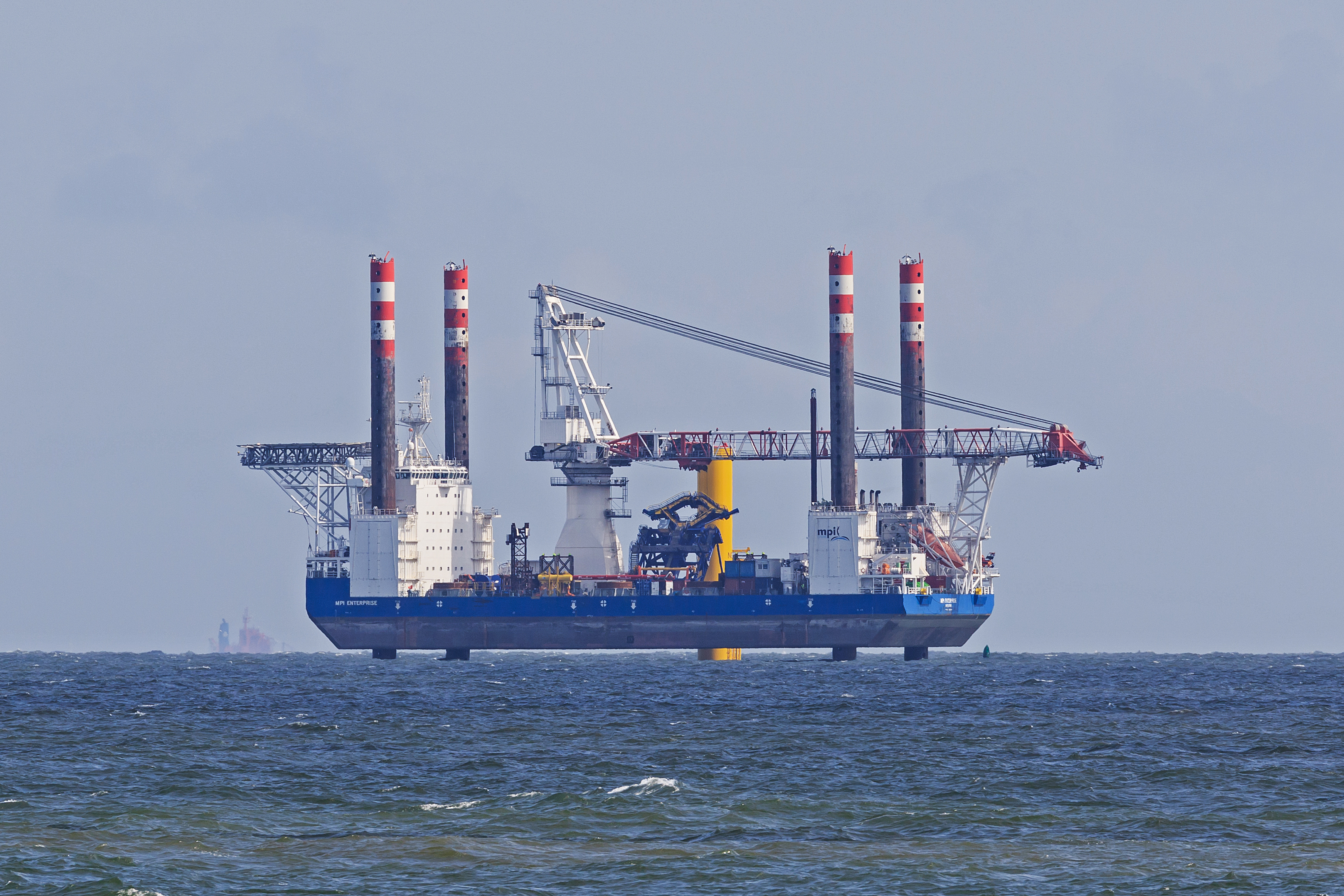
MPI Enterprise ex Victoria Mathias 2016 bei Bremerhaven

Das erste der baugleichen Schwesterschiffe wurde unter der Baunummer 3303 gebaut. Die Kiellegung fand am 26. Januar, der Stapellauf am 5. März 2011 statt. Die Fertigstellung des noch nicht endausgerüsteten Schiffes erfolgte am 15. Dezember 2011. Nach Fertigstellung des Rohbaus mit Deckkran und Hubbeinen und ersten technischen Tests wurde das Schiff nach Deutschland überführt, wo der Endausbau und die Ausrüstung in der Lloyd-Werft in Bremerhaven vorgenommen wurden.
Am 21. Mai 2012 wurde das Schiff im Beisein von Fritz Vahrenholt (scheidender CEO RWE Innogy) und Peter Terium (designierter und stellvertr. CEO RWE AG) auf der Werft in Bremerhaven auf den Namen Victoria Mathias getauft. Der Name leitete sich von der Zeche Victoria Mathias ab, die im 19. Jahrhundert das erste Kraftwerk der RWE in Essen mit Steinkohle versorgte und somit eine wichtige Keimzelle des Unternehmens darstellte.
Taufpatin war Dagmar Sikorski-Großmann, die Ehefrau des scheidenden RWE-Chefs Jürgen Großmann und Leiterin der Sikorski Musikverlage.
Von Mai 2012 bis Januar 2015 wurde die Victoria Mathias beim Aufbau des Offshore-Windparks „Nordsee Ost“ in der Deutschen Bucht eingesetzt. Als Basishafen diente dabei die OLC-Versorgungsbasis im Hafen Bremerhaven.
Im Januar 2015 wurde das Schiff an das niederländische Unternehmen MPI Offshore (Tochterunternehmen der Vroon Schiffseigentümergruppe) verkauft und in MPI Enterprise umbenannt. MPI Offshore betrieb das Schiff unter niederländischer Flagge.
2019 charterte das dänische Unternehmen Ziton das Schiff mit einer Kaufoption für zwei Jahre. Das zunächst in Enterprise umbenannte Schiff fährt seit 2020 als Wind Enterprise unter dänischer Flagge. Ende 2020 wurde das Schiff längerfristig an Siemens Gamesa verchartert, die es für die Instandhaltung ihrer Offshore-Windparks einsetzen wollen. In dem Zusammenhang machte Ziton von ihrem Kaufrecht Gebrauch.

### Friedrich Ernestine

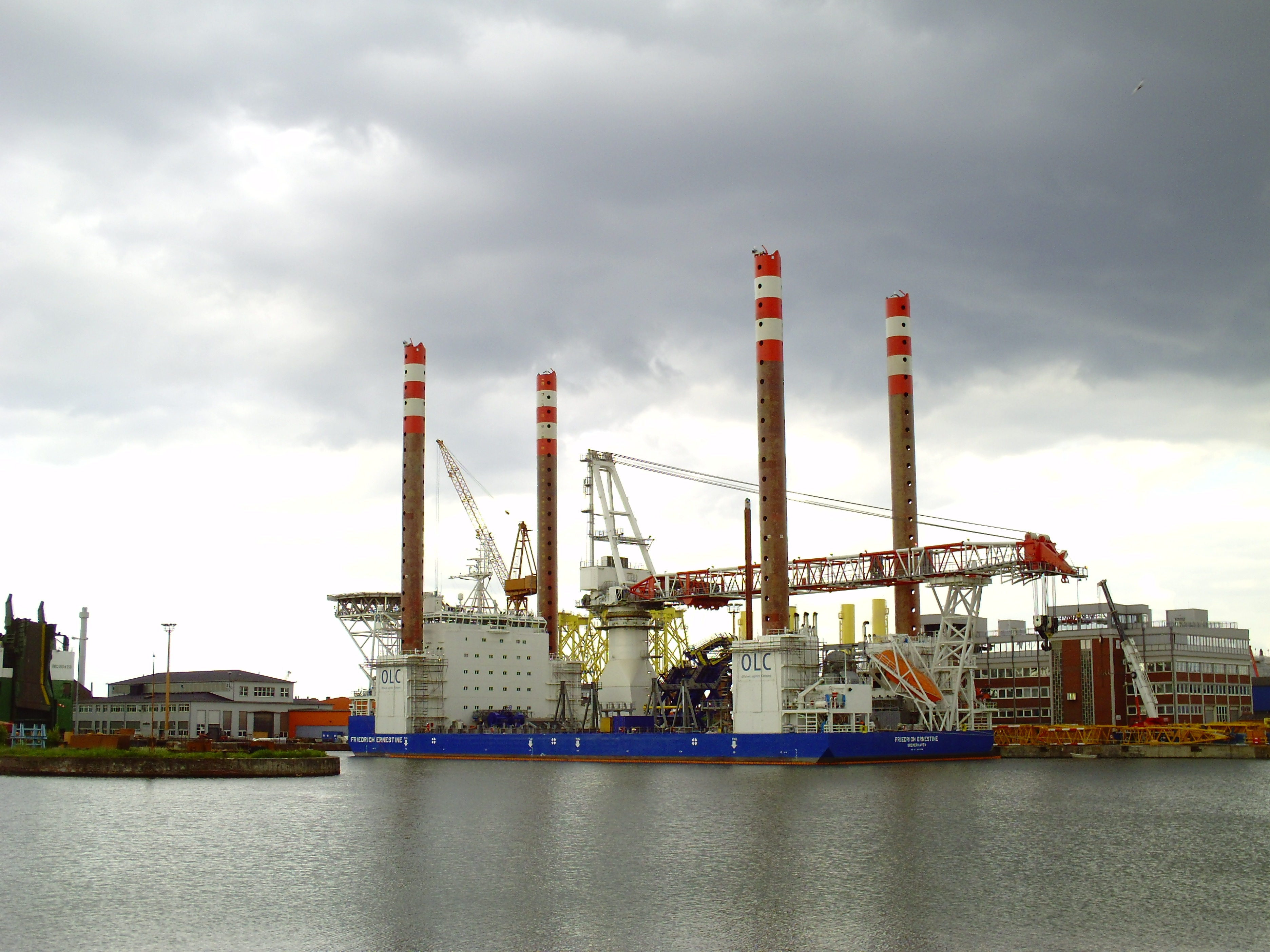
Friedrich Ernestine

Das zweite Schiff der Klasse wurde bei Daewoo unter der Baunummer 3304 gebaut. Die Kiellegung fand am 9. April, der Stapellauf am 5. Mai 2011 statt. Die Fertigstellung des Schiffes erfolgte am 21. Dezember 2011. Noch auf der Bauwerft in Korea wurde das Schiff am 16. September 2011, mehr als ein halbes Jahr vor der älteren Schwester, auf den Namen Friedrich Ernestine getauft. Auch dieser Name leitet sich von einer Kohlenzeche ab, die in der Frühzeit des Unternehmens eine wichtige Rolle für RWE spielte, der Zeche Friedrich Ernestine. Taufpatin war Maria Müller-Vahrenholt, die Frau von Fritz Vahrenholt.
Zunächst war die Friedrich Ernestine beim Aufbau des Windparks „Gwynt y Môr“ in der Irischen See vor der walisischen Küste eingesetzt. Ende 2014 wurde das Schiff für den Einsatz in Asien verchartert. Das Schiff wurde in Torben umbenannt und kam unter die Flagge Liberias. Seit 2020 heißt das nun unter der Flagge Chinas betriebene Schiff Guo Dian Tou 001.